# Paus Paulus IV
Paus Paulus IV, geboren als Giovanni Pietro Carafa (Capriglia Irpina, 28 juni 1476 – Rome, 18 augustus 1559), regeerde vanaf 23 mei 1555 tot zijn dood als paus over de Rooms-Katholieke Kerk en over de Pauselijke Staat.

## Carrière
Carafa stamde uit Napels. Hij werd bisschop van Chieti (1505-1518) en aartsbisschop van Brindisi (1518-1524). Met de heilige Gaetano van Thiene richtte hij in 1524 de orde der Theatijnen op. Deze orde dankt haar naam aan de Latijnse benaming voor Chieti, Theate. Paus Paulus III verhief hem tot kardinaal en schakelde hem in bij de Inquisitie. Deze ontwikkelde onder hem een angstwekkende werkzaamheid. Ook kardinalen kregen er mee te maken zoals Sadoleto, Reginald Pole en Morone (zat van 1557-1559 in de gevangenis). Hij stelde in deze functie de Index van verboden boeken in. Van 1549 tot 1555 was hij aartsbisschop van Napels.

## Maatregelen tegen joden
Als paus weigerde hij het Concilie van Trente te heropenen. Met de bul "Cum nimis absurdum" legde hij de Joden een aantal beperkingen op. Zo mochten zij geen christenen onder hun clientèle hebben, geen christelijke vroedvrouwen in dienst hebben, niet in koetsen rijden. Zij werden van de uitoefening van bepaalde beroepen uitgesloten. Ten slotte moesten zij een gele hoed dragen en werden ze verplicht in ghetto's te wonen. In 1556 leverde hij  Marranen-vluchtelingen uit Portugal (die zijn voorganger met rust had gelaten) over aan de Inquisitie. Vierentwintig mannen en een vrouw, die standvastig bleven, stierven op de brandstapel.

## Oorlog met Filips II
Na de abdicatie van keizer Karel V in 1556 werd het Habsburgse Rijk verdeeld tussen Filips II van Spanje en Ferdinand I van het Duitse of Heilige Roomse Rijk. De focus van de oorlog tussen Frankrijk en het Habsburgse huis werd naar Vlaanderen verlegd. Het vredesbestand van vijf jaar tussen Frankrijk en Spanje, dat in februari 1556 was getekend, werd verbroken. Paulus IV was ontevreden met het bestand en drong er bij de Franse koning Hendrik II op aan de Pauselijke Staten bij te staan tijdens een invasie van het Spaanse Napels. op 7 september 1556 reageerde Filips II door preventief de Pauselijke Staten met 12.000 man binnen te vallen onder leiding van de hertog van Alva. Franse troepen uit het noorden werden verslagen en gedwongen zich in augustus 1557 op Civitella terug te trekken. De Spanjaarden probeerden Rome te blokkeren door de haven van Ostia te bezetten, maar werden met een verrassingsaanval teruggedreven door de pauselijke legers. Toen de Franse troepen hen niet konden bijstaan, werden de pauselijke troepen verslagen. Het Spaanse leger naderde de omgeving van Rome. Uit angst voor een plundering van de stad, ging Paulus IV in op de eis van Alva, dat de Pauselijke Staten zich neutraal verklaarden. Volgens Karel V was de overeenkomst zelfs nog te gunstig voor de paus.

## Super universas
In 1559 kondigde hij een nieuwe indeling van de bisdommen af voor de Habsburgse Nederlanden met de bul Super universas.
Verder gaf hij de opdracht aan Daniele da Volterra, die sindsdien spottend "il braghettone" (= "de broekenmaker") wordt genoemd, de naakte figuren uit Het laatste oordeel van Michelangelo van schaamlappen te voorzien.

## Overlijden
Niet populair bij het Romeinse volk wist iemand na zijn dood zijn standbeeld te tooien met een gele hoed.